# Slovak Open 2022
Lo Slovak Open 2022 è stato un torneo maschile di tennis professionistico. È stata la 23ª edizione del torneo, facente parte della categoria Challenger 90 nell'ambito dell'ATP Challenger Tour 2022, con un montepremi di 67960 €. Si è svolto dal 7 al 13 novembre 2022 sui campi in cemento dell'AXA Aréna NTC di Bratislava, in Slovacchia.

## Partecipanti

### Teste di serie
| Nazionalità | Giocatore         | Ranking* | Testa di serie |
| ----------- | ----------------- | -------- | -------------- |
| Cina        | Zhang Zhizhen     | 99       | 1              |
| Ungheria    | Márton Fucsovics  | 103      | 2              |
| Slovacchia  | Norbert Gombos    | 111      | 3              |
| Rep. Ceca   | Tomáš Macháč      | 114      | 4              |
| Paesi Bassi | Tim van Rijthoven | 115      | 5              |
| Austria     | Jurij Rodionov    | 130      | 6              |
| Paesi Bassi | Jelle Sels        | 131      | 7              |
| Slovacchia  | Jozef Kovalík     | 133      | 8              |

* Ranking al 31 ottobre 2022.

### Altri partecipanti
I seguenti giocatori hanno ricevuto una wild card per il tabellone principale:
- Jakub Menšík
- Lukáš Pokorný
- Peter Benjamín Privara

I seguenti giocatori sono passati dalle qualificazioni:
- Viktor Durasovic
- Cem İlkel
- Illja Marčenko
- Hamad Međedović
- Henri Squire
- Stefano Travaglia

## Campioni

### Singolare
Márton Fucsovics ha sconfitto in finale  Fábián Marozsán con il punteggio di 6–2, 6–4.

### Doppio
Denys Molčanov /  Oleksandr Nedovjesov hanno sconfitto in finale  Petr Nouza /  Andrew Paulson con il punteggio di 4–6, 6–4, [10–6].